# Anonyme Gesellschaft der Luxemburger Kantonaleisenbahnen
Die Anonyme Gesellschaft der Luxemburger Kantonaleisenbahnen, kurz auch Kantonalbahn, (französisch Société anonyme des chemins de fer cantonaux Luxembourgeois (CC)) war ein Eisenbahnunternehmen im Großherzogtum Luxemburg in Form einer Aktiengesellschaft mit Sitz in Diekirch. Die Genehmigung der Satzung durch Großherzog Wilhelm und somit die Eintragung ins Handelsregister erfolgte am 21. Juni 1887, veröffentlicht im Mémorial am 28. Juni 1887.
Die Gesellschaft erbaute und betrieb zwei meterspurige Eisenbahnstrecken, die zu den sogenannten Jhangelis zählten:
- Diekirch–Vianden, eröffnet 1889
- Noerdingen–Martelingen, eröffnet 1890

Zum 1. Januar 1924 wurde die Kantonalbahn vom luxemburgischen Staat übernommen, der sie der öffentlichen Bauverwaltung unterstellte. Im April 1934 erfolgte die Vereinigung der Kantonalbahn mit der Sekundärbahngesellschaft und den beiden Vizinalbahnen zur Luxemburgischen Schmalspurbahngesellschaft.